# Degeneria
Degeneria I.W.Bailey & A.C.Sm. è un genere di piante angiosperme dell'ordine Magnoliales, unico genere della famiglia Degeneriaceae I.W.Bailey & A.C.Sm..

## Distribuzione e habitat
Il genere è endemico delle isole Fiji.

## Tassonomia
Il genere comprende le seguenti specie:
- Degeneria roseiflora John M.Mill.
- Degeneria vitiensis I.W.Bailey & A.C.Sm.